# Blepharis mitrata
Blepharis mitrata är en akantusväxtart som beskrevs av C. B. Cl.. Blepharis mitrata ingår i släktet Blepharis och familjen akantusväxter. Inga underarter finns listade i Catalogue of Life.

## Bildgalleri

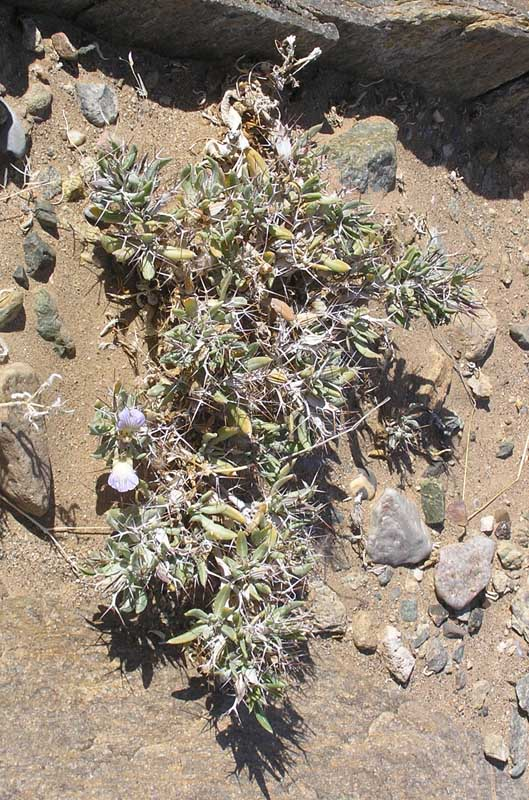